# پارلمنت
پارلمنت (انگلیسی: Parliament) گروه موسیقی فانک آمریکایی است که اواخر دههٔ ۱۹۶۰ توسط جرج کلینتون به عنوان بخشی از جمع موسیقایی پارلمنت-فانکادلیک تشکیل شد. پارلمنت کمتر از گروه فانکادلیک راک-محور بود و بیشتر بر ژانر علمی-تخیلی و اجراهای عجیب و غریب استوار بود.